# SM Caen
SM Caen (celým názvem Stade Malherbe de Caen) je francouzský fotbalový klub z města Caen, který hraje druhou nejvyšší francouzskou fotbalovou soutěž Ligue 2. Byl založen roku 1913 (letopočet založení je i v klubovém logu). Domácím hřištěm klubu je Stade Michel d'Ornano s kapacitou 21 500 diváků.
V sezoně 2013/14 se klubu podařil postup z třetího místa tabulky druhé ligy (64 bodů) do nejvyšší ligy Ligue 1.